# ADD2
ADD2 bezeichnet eine spezielle Schnittstelle auf Basis eines PCIe-Steckplatz eines PC-Motherboards mit Intel-Chipsätzen, die über den integrierten GMA-Grafikchip verfügen. ADD2 ist eine Fortführung von ADD (AGP Digital Display). Über spezielle ADD2-Adapter lässt sich das Grafiksignal je nach Anwendung durch verschiedene ADD2-Karten in digitaler oder analoger Form an weitere Geräte (Monitor, TV, HDTV) ausgeben. Der Steckplatz wird dabei auch als SDVO (Serial Digital Video Output) bezeichnet.
Der Vorteil bei der Verwendung einer ADD2-Karte für den Endanwender ist die flexible Nutzung des Grafiksignals. Motherboards mit integrierter Grafik (sog. Onboard-Grafik) verfügten zur Zeit dieser Chipsätze in der Regel nur über einen einfachen analogen VGA-Ausgang (D-Sub-Buchse).

## Unterstützte Chipsätze
Folgende Chipsätze unterstützen ADD2-Karten:
- Intel 915G Express Chipsatz
- Intel 946GZ Express Chipsatz
- Intel 945G Express Chipsatz
- Intel G965 Express Chipsatz
- Intel Q965 Express Chipsatz
- Intel Q963 Express Chipsatz
- Intel G31 Express Chipsatz
- Intel G33 Express Chipsatz
- Intel G35 Express Chipsatz
- Intel Q33 Express Chipsatz
- Intel Q35 Express Chipsatz
- Intel G41 Express Chipsatz
- Intel G43 Express Chipsatz
- Intel G45 Express Chipsatz
- Intel Q43 Express Chipsatz
- Intel Q45 Express Chipsatz